# Липовка (Краснополецкий сельский округ)
Липовка — упразднённая в 2001 году деревня в Торопецком районе Тверской области России. На момент упразднения входила в состав Краснополецкого сельского округа. С 2005 года на территории муниципального образования Плоскошское сельское поселение

## География
Урочище находится в западной части Тверской области, вблизи административной границы с Локнянским районом Псковской области, в зоне хвойно-широколиственных лесов, на левом берегу реки Большая Смата, на расстоянии примерно 59 километров (по прямой) к северо-западу от города Торопца, административного центра района. Абсолютная высота — 80 метров над уровнем моря.

### Климат
Климат характеризуется как умеренно континентальный. Среднегодовая температура воздуха — 4,7 °C. Средняя температура воздуха самого холодного месяца (января) — −7,4 °C (абсолютный минимум — −45,7 °C), средняя температура самого тёплого (июля) — 17 °С (абсолютный максимум — 36,5 °С). Годовое количество атмосферных осадков составляет 752 мм, из которых большая часть (около 70 %) выпадает в тёплый период. Снежный покров устанавливается в среднем в третьей декаде ноября и держится около 5 месяцев. Среднегодовая скорость ветра — 2,9 м/с, варьирует от 3,4 м/с в ноябре до 2,4 м/с в августе.

## История
До революция территории деревни находилась в Торопецком уезде.
Во время Великой Отечественной войны стало местом кровопролитных сражений. В братской могиле на территории деревни похоронены 229 человек, у всех известны имена.
Исключена из учётных данных 1 ноября 2001 года.

## Достопримечательность
Братская могила советских воинов, погибших в боях с фашистами, 1941—1942 гг. Памятник истории регионального значения (регномекр 691711267040005), Постановление Губернатора Тверской области № 468 от 26.10.2000 г.
Номер захоронения в ВМЦ	69-693/2014. Шефствует над захоронением:	Администрация с.п. Плоскошское, Плоскошская СОШ.